# Hacksta distrikt
Hacksta distrikt är ett distrikt i Enköpings kommun och Uppsala län. 
Distriktet ligger i sydöstra delen av kommunen. 

## Tidigare administrativ tillhörighet
Distriktet inrättades 2016 och utgörs av socknen Hacksta i Enköpings kommun.
Området motsvarar den omfattning Hacksta församling hade vid årsskiftet 1999/2000.